# Ivar Karl Ugi
Ivar Karl Ugi (ur. 9 września 1930 w Saremie, zm. 29 września 2005 w Monachium) – niemiecki chemik, który wywarł znaczący wpływ w rozwój wielocząsteczkowych reakcji chemicznych. Jedną z nich, odkrytą przez niego, nazwano jego nazwiskiem.

## Życiorys
W 1941 roku przeprowadził się z Estonii do Niemiec. Tam w 1949 rozpoczął studia na Uniwersytecie Eberharda i Karola w Tybindze. Tytuł doktora obronił w 1954 roku na Uniwersytecie Ludwika i Maksymiliana w Monachium. Na tej samej uczelni habilitował się w 1960 roku. Przez krótki czas (1962–1968) pracował w przemyśle, w firmie Bayer, a następnie podjął pracę na Uniwersytecie Południowej Kalifornii w Los Angeles.
Od 1971 roku pracował na Uniwersytecie Technicznym w Monachium. W 1999 roku przeszedł na emeryturę.

## Badania
Opracował reakcję, w której jednocześnie reagują z sobą keton lub aldehyd, izonitryl oraz kwas karboksylowy, tworząc amid. Została ona nazwana reakcją Ugi.

## Główne prace
- The α-Addition of Immonium Ions and Anions to Isonitriles Accompanied by Secondary Reactions. „Angew. Chem. Int. Ed. Engl.”. 1 (1), s. 8–21, 1962. DOI: 10.1002/anie.196200081.